# Governo Löfven III
Il Governo Löfven III è stato il 55°esecutivo della Svezia per 4 mesi e 23 giorni  dal 7 luglio 2021 al 30 novembre 2021. È stato presieduto dal ministro di Stato Stefan Löfven. 
Esso è entrato in carica a seguito della concessione della fiducia da parte del Parlamento Svedese con 116 voti a favore, 173 contrari e 60 astenuti (I Parlamentari del Partito di Centro, del Partito della Sinistra, uno del Partito Liberale e due indipendenti). A causa del parlamentarismo negativo della Svezia, questo è inteso come un'approvazione poiché più parlamentari hanno tollerato la proposta di fiducia rispetto a quanti l’hanno respinta (176–173).
Si tratta di un esecutivo di coalizione tra gli stessi partiti che componevano il Governo Löfven II, ovvero il Partito Socialdemocratico e i Verdi. Quest’ultimi, sono appoggiati passivamente dal Partito di Centro e del Partito della Sinistra, mentre i Liberali, che prima appoggiavano passivamente il governo astenendosi nelle votazioni, dalla formazione di questo governo sono ufficialmente entrati a far parte dell’opposizione, tuttavia, un parlamentare liberale ha comunque deciso di appoggiare il governo, scostandosi così dalla linea di partito. 
Questo governo, avendo solo 116 (esclusi i seggi dei partiti che danno appoggio passivo) dei 349 seggi, è un governo di minoranza.

## Dimissioni
Il Presidente del consiglio Löfven il 22 agosto 2021 ha dichiarato che nel mese di novembre avrebbe dato le dimissioni da primo ministro in occasione del congresso nazionale del suo partito, dove sarebbe stato nominato il nuovo leader del partito Socialdemocratico dopo le dimissioni dello stesso dalla carica. Il 10 Novembre, dopo 3 giorni dalla fine del congresso nazionale, nel quale fu nominato come nuovo leader del partito la ministra delle finanze Magdalena Andersson, il capo del governo come annunciato si dirige dal re per rassegnare le dimissioni ma quest'ultimo lo invita a  rimanere in carica per disbrigo degli affari correnti fino al giuramento del nuovo governo. Il giorno dopo viene nominato come presidente del consiglio dei ministri incaricato la ministra della finanze Magdalena Andersson.

## Situazione parlamentare
| Camera  | Collocazione                             | Partiti | Seggi     |
| ------- | ---------------------------------------- | --- | --------- |
| Riksdag | Maggioranza/App. est. (attivo e passivo) | Partito Socialdemocratico dei Lavoratori di Svezia (100), Partito di Centro (31), Partito della Sinistra (27), Partito Ambientalista i Verdi (16), Liberali (1), Indipendenti (1) | 176 / 349 |
| Riksdag | Opposizione                              | Partito Moderato (70), Democratici Svedesi (62), Democratici Cristiani (22), Liberali (19)                                                                                        | 173 / 349 |

## Contesto precedente
Il 21 giugno 2021 il Parlamento svedese approvava una mozione di sfiducia contro il ministro di Stato Stefan Löfven con 181 voti a favore, superando così il numero minimo di 175 voti necessari per approvare una sfiducia (tra l’altro, la prima dall’esito positivo nella storia svedese). Quest’ultima, promossa dal Partito della Sinistra in seguito alla polemica sulla liberalizzazione dei prezzi degli affitti delle case, ha causato le dimissioni del Ministro di Stato e del suo governo, nonché della successiva formazione, a seguito di negoziazioni parlamentari, dell’attuale Governo.

Subito dopo la sfiducia, infatti, il Ministro di Stato Stefan Löfven aveva, secondo lo Strumento di Governo del 1974, due scelte: sciogliere le camere o rimettere al presidente del Parlamento il potere di trovare un nuovo esecutivo. Essendo la scelta di organizzare elezioni anticipate troppo rischiosa per il partito dell’ex-ministro di stato e per i suoi alleati di coalizione, ovvero i Verdi, e troppo ravvicinate (vista la incombente tornata elettorale del 2022), il Presidente dell’organo legislativo Svedese ha riconferito il mandato esplorativo, essendo Löfven un ottimo negoziatore, a quest’ultimo, il quale ha così formato, dopo aver ricevuto la fiducia parlamentare, il suo terzo governo.

## Composizione
Partito Socialdemocratico dei Lavoratori di Svezia (SAP)
     Partito Ambientalista i Verdi (Verdi)
| Funzione                                                                   | Titolare | Titolare | Titolare                    | Partito |
| -------------------------------------------------------------------------- | -------- | -------- | --------------------------- | ------- |
| Primo ministro                                                             |          |          | Stefan Löfven               | SAP     |
| Vice Primo Ministro                                                        |          |          | Per Bolund (de iure)        | Verdi   |
| Vice Primo Ministro                                                        |          |          | Morgan Johansson (de facto) | SAP     |
| Affari europei                                                             |          |          | Hans Dahlgren               | SAP     |
| Giustizia e immigrazione                                                   |          |          | Morgan Johansson            | SAP     |
| Affari interni                                                             |          |          | Mikael Damberg              | SAP     |
| Affari esteri                                                              |          |          | Ann Linde                   | SAP     |
| Commercio estero e cooperazione nordica                                    |          |          | Anna Hallberg               | SAP     |
| Cooperazione internazionale                                                |          |          | Per Olsson Fridh            | Verdi   |
| Difesa                                                                     |          |          | Peter Hultqvist             | SAP     |
| Salute e affari sociali                                                    |          |          | Lena Hallengren             | SAP     |
| Previdenza sociale                                                         |          |          | Ardalan Shekarabi           | SAP     |
| Finanze                                                                    |          |          | Magdalena Andersson         | SAP     |
| Mercati finanziari e politiche abitative - Vice Ministro delle Finanze     |          |          | Åsa Lindhagen               | Verdi   |
| Pubblica amministrazione e affari dei consumatori                          |          |          | Lena Micko                  | SAP     |
| Istruzione                                                                 |          |          | Anna Ekström                | SAP     |
| Istruzione superiore e ricerca                                             |          |          | Matilda Ernkrans            | SAP     |
| Ambiente e clima                                                           |          |          | Per Bolund                  | Verdi   |
| Impresa                                                                    |          |          | Ibrahim Baylan              | SAP     |
| Affari rurali                                                              |          |          | Jennie Nilsson              | SAP     |
| Cultura, democrazia e sport                                                |          |          | Amanda Lind                 | Verdi   |
| Lavoro                                                                     |          |          | Eva Nordmark                | SAP     |
| Parità tra i generi, politiche contro la discriminazione e la segregazione |          |          | Märta Stenevi               | Verdi   |
| Infrastrutture                                                             |          |          | Tomas Eneroth               | SAP     |
| Energia e sviluppo digitale                                                |          |          | Anders Ygeman               | SAP     |